# Союз МС-15
Союз МС-15 (№ 744, ISS-61S) — российский транспортный пилотируемый космический корабль серии «Союз МС» семейства «Союз», запуск которого к Международной космической станции состоялся 25 сентября 2019 года, с космодрома Байконур. При этом, на МКС доставлены два участника основных космических экспедиции МКС-61/62 и один участник экспедиции посещения ЭП-19, 180 кг груза для российских космонавтов и партнеров по программе МКС: комплект оборудования для внекорабельной деятельности экипажа американского сегмента станции, для участника космического полёта от ОАЭ, а также оборудование Европейского космического агентства. Для запуска транспортного пилотируемого корабля в последний (семидесятый) раз была использована ракета-носитель «Союз-ФГ», использовавшая аналоговую систему управления, ведущую своё начало от боевых ракет Р-7 и Р-9А и производившуюся на Украине, в основном, на НПП «Хартрон». Последующие пилотируемые пуски будут осуществляться ракетой «Союз-2.1а», оснащенной российской цифровой системой управления.

## Экипаж
| Космонавт          | Должность                                                   | # полёта        | Корпорация      |
| Основной экипаж    | Основной экипаж                                             | Основной экипаж | Основной экипаж |
| ------------------ | ----------------------------------------------------------- | --------------- | --------------- |
| Олег Скрипочка     | Командир ТПК «Союз МС», бортинженер МКС-61, командир МКС-62 | 3               | Роскосмос       |
| Джессика Меир      | Бортинженер-1 ТПК «Союз МС», бортинженер МКС-61/62          | 1               | НАСА            |
| Хаззаа Аль-Мансури | Бортинженер-2 ТПК «Союз МС»                                 | 1               | MBRSC           |
| Дублёры            |                                                             |                 |                 |
| Сергей Рыжиков     | Командир экипажа                                            | 2               | Роскосмос       |
| Томас Маршбёрн     | Бортинженер-1                                               | 3               | НАСА            |
| Султан Аль-Нейади  | Бортинженер-2                                               | 1               | MBRSC           |
| Экипаж посадки     |                                                             |                 |                 |
| Олег Скрипочка     | Командир ТПК «Союз МС», бортинженер МКС-61, командир МКС-62 | 3               | Роскосмос       |
| Джессика Меир      | Бортинженер-1 ТПК «Союз МС», бортинженер МКС-61/62          | 1               | НАСА            |
| Эндрю Морган       | Бортинженер-2 ТПК «Союз МС», бортинженер МКС-60/61/62       | 1               | НАСА            |

В Центре подготовки космонавтов имени Ю. А. Гагарина прошли подготовку к полету два представителя ОАЭ — Хазза аль-Мансури и Султан Аль-Нейади. Стоимость восьмидневного полёта одного представителя ОАЭ на МКС составляет 40 млн долларов.
15 марта 2018 года замглавы НАСА Билл Герстенмайер на пресс-конференции по итогам старта и стыковки корабля «Союз МС-12» с МКС заявил, что астронавты Кристина Кук из экипажа ТПК «Союз МС-12» и Эндрю Морган из экипажа ТПК «Союз МС-13», проведут на станции дольше запланированного времени. Такая задержка астронавтов на МКС даст возможность провести непродолжительный полёт на МКС участнику космического полёта из Объединенных Арабских Эмиратов.

## Эмблема
Эмблема экипажа «Союза МС-15» имеет шестиугольную форму. В качестве фона для композиции выбрано изображение Луны, в честь 50-летней годовщины первой высадки человека на поверхность естественного спутника Земли, а также в знак того, что Луна снова становится целью пилотируемых программ. Жёлто-синяя окантовка эмблемы взята с графического символа экипажа «Аполлона-11». Космический корабль «Союз» изображен в голубых тонах, будто земная атмосфера отражается на его обшивке. Международная космическая станция изображена в виде золотистого силуэта, залитого лучами Солнца. В верхней части эмблемы размещена арктическая крачка, известная своей ежегодной продолжительной миграцией. Выносливая птица символизирует длительный полёт на борту МКС. Обозначение космического корабля с логотипом «Роскосмоса» в центре надписи помещено в нижней части Луны. На шести секциях бордюра расположены имена членов экипажа (на национальных языках) и флаги их стран. Эмблема выполнена в том же стиле, что и символ экипажа корабля «Союз ТМА-01М», в экипаж которого входил Олег Скрипочка в 2010 году.

## Хронология миссии
- 25.09.2019, в 16:57 мск — с 1-й стартовой площадки «Гагаринский старт» космодрома Байконур произведён успешный старт ракеты-носителя Союз-ФГ с основным экипажем на борту[8].
- 25.09.2019, в 22:45 мск — через шесть часов после старта, сделав четыре витка по орбите вокруг Земли, корабль «Союз МС-15» произвёл стыковку с МКС в автоматическом режиме[9].
- 26.09.2019, в 01:13 мск — члены экипажа транспортного пилотируемого корабля «Союз МС-15»: Олег Скрипочка (Роскосмос, Россия), Джессика Меир (NASA, США), и Хаззаа Аль Мансури (MBRSC, ОАЭ) перешли на борт МКС[10].

17 апреля 2020 года в 8:16 мск спускаемый аппарат транспортного пилотируемого корабля «Союз МС-15» совершил штатную посадку в казахстанской степи. Экипаж приземлился в составе космонавта Олега Скрипочки, астронавтов НАСА Эндрю Моргана и Джессики Меир. Эндрю Морган провёл на орбите более 272 суток, его коллеги Олег Скрипочка и Джессика Меир — 205 суток